# Skałągi
Skałągi (deutsch: Skalung) ist ein Ort der Stadt- und Landgemeinde Wołczyn (Konstadt) im Powiat Kluczborski der Woiwodschaft Opole in Polen.

## Geographie
Skałągi liegt rund se chs Kilometer nordöstlich von Wołczyn, 14 Kilometer nordwestlich von Kluczbork (Kreuzburg) und 53 Kilometer nordöstlich von Opole (Oppeln).
Westlich des Dorfes fließt der Jakubowicka Woda (Jakobsdorfer Wasser).
Nachbarorte von Skałągi sind im Osten Rożnów (Rosen), im Süden Unieszów (Berthelschütz), im Südwesten Brzezinki (Bürgsdorf) und im Westen Krzywiczyny (Schönfeld).

## Geschichte

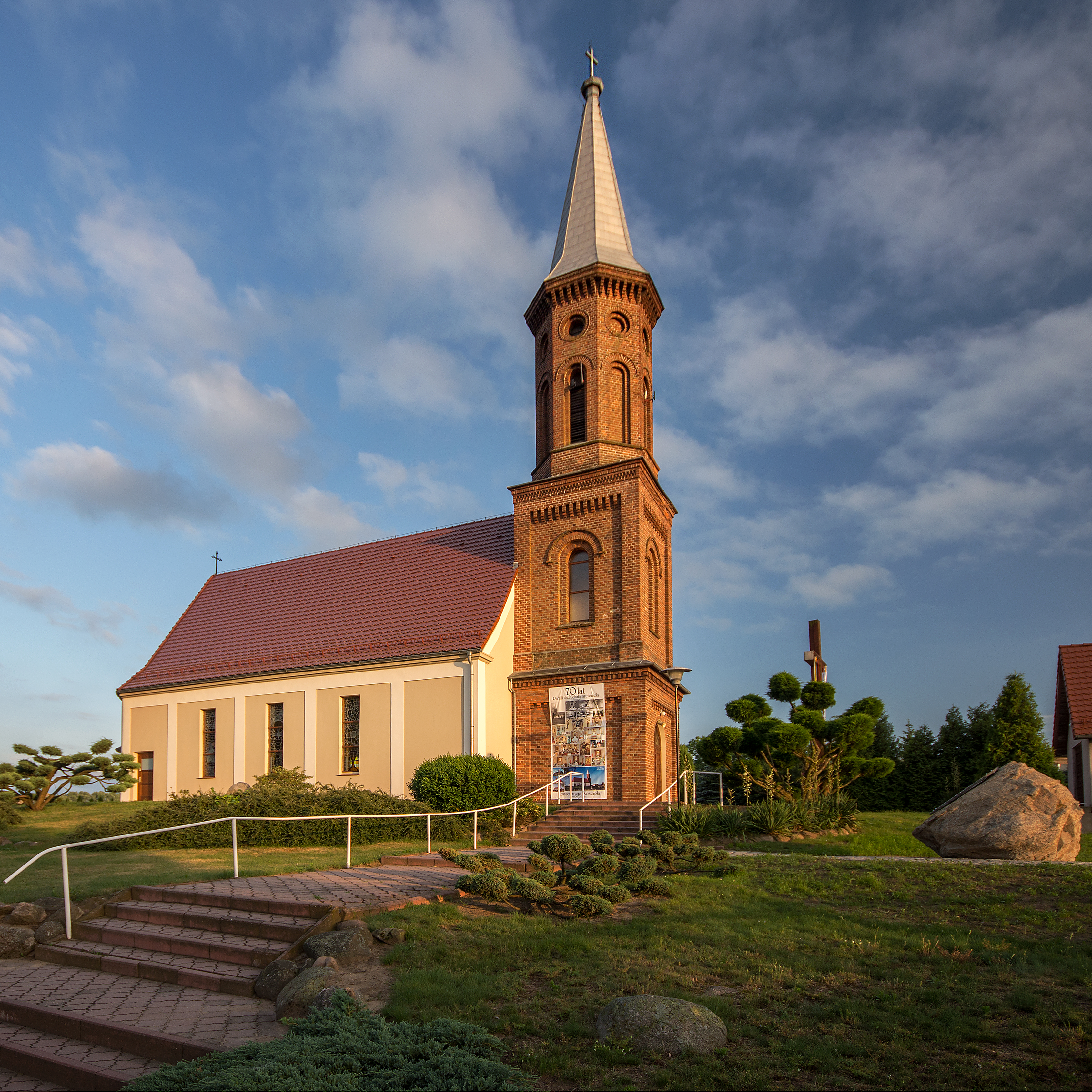
Erzengel-Michael-Kirche

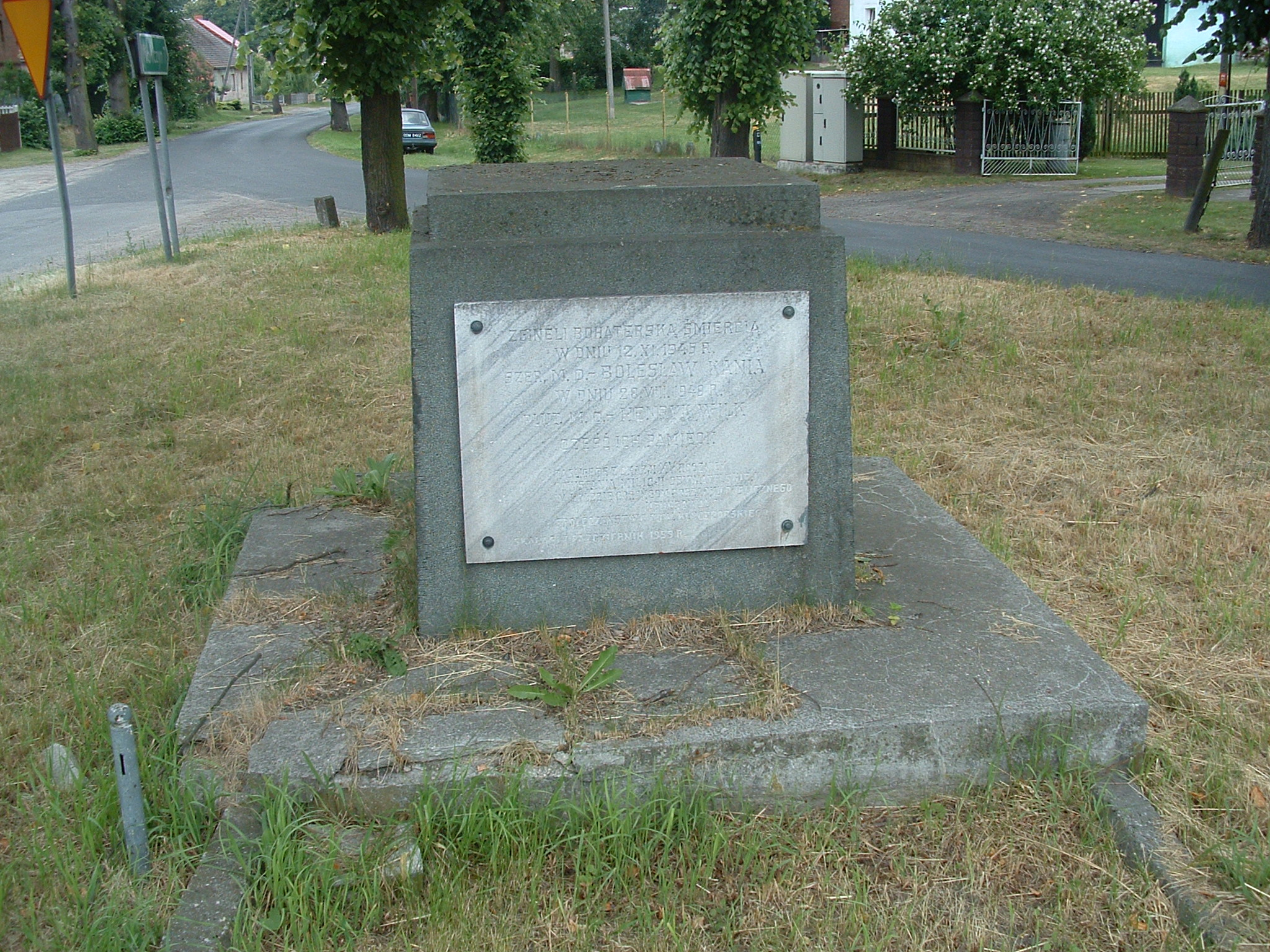
Ehemaliges Gefallenendenkmal

„Skalander villa“ wurde 1402 erstmals urkundlich erwähnt. Der Name leitet sich vom polnischen Wort Skały (Felsgestein) ab.
Für das Jahr 1668 ist ein erster Schulunterricht in Skalung belegt. den Unterricht erteilte der Kirchvater Peter Wrzesniak. Das erste steinerne Schulgebäude wurde 1829 erbaut. 1845 bestand das Dorf aus einem Schloss, einem Vorwerk, einer evangelischen Schule, einer Kirche und weiteren 57 Häusern. Die Einwohnerzahl lag bei 433 Menschen, davon 44 katholisch und fünf jüdisch. 1861 wurden in Skalung 499 Einwohner gezählt. 1874 wurde der Amtsbezirk Skalung gebildet. Erster Amtsvorsteher war der preußisch-königliche Kammerherr von Prittwitz-Gaffron. 1888 wurde das Schulgebäude umgebaut und um einen zweiten Unterrichtsraum erweitert.
Paul von Prittwitz baute 1908 das Schloss Skalung um. 1932 wurde das Anwesen an die Oberschlesische Siedlungsgesellschaft verkauft. 1933 lebten in Skalung 487 Einwohner, 1939 waren es 719 Einwohner. Bis 1945 gehörte das Dorf zum Landkreis Kreuzburg O.S. Bei Kriegsende 1945 wurde das Schloss zerstört.
Als Folge des Zweiten Weltkriegs fiel Skalung 1945 mit dem größten Teil Schlesiens an Polen. Nachfolgend wurde es in Skałągi umbenannt und der Woiwodschaft Schlesien angeschlossen. 1950 wurde es der Woiwodschaft Opole eingegliedert. Seit 1999 gehört es zum Powiat Kluczborski.

## Sehenswürdigkeiten
- Die römisch-katholische Erzengel-Michael-Kirche (Kościół św. Michała Archanioła) wurde 1791–1792 errichtet. 1880 kam der Glockenturm hinzu. 1927 erfolgte ein Umbau. Bis 1945 diente die Kirche als evangelisches Gotteshaus.[7] Seit 1966 steht die Kirche unter Denkmalschutz.[8]
- Englischer Landschaftspark, seit 1976 unter Denkmalschutz
- Reste des Denkmals für die Gefallenen des Ersten Weltkriegs an der Kreuzung ul. Wołczynska und ul. Klonowa